# Empoascanara plagialis
Empoascanara plagialis är en insektsart som först beskrevs av Jacobi 1941.  Empoascanara plagialis ingår i släktet Empoascanara och familjen dvärgstritar. Inga underarter finns listade i Catalogue of Life.